# Giovanni Battista Maini

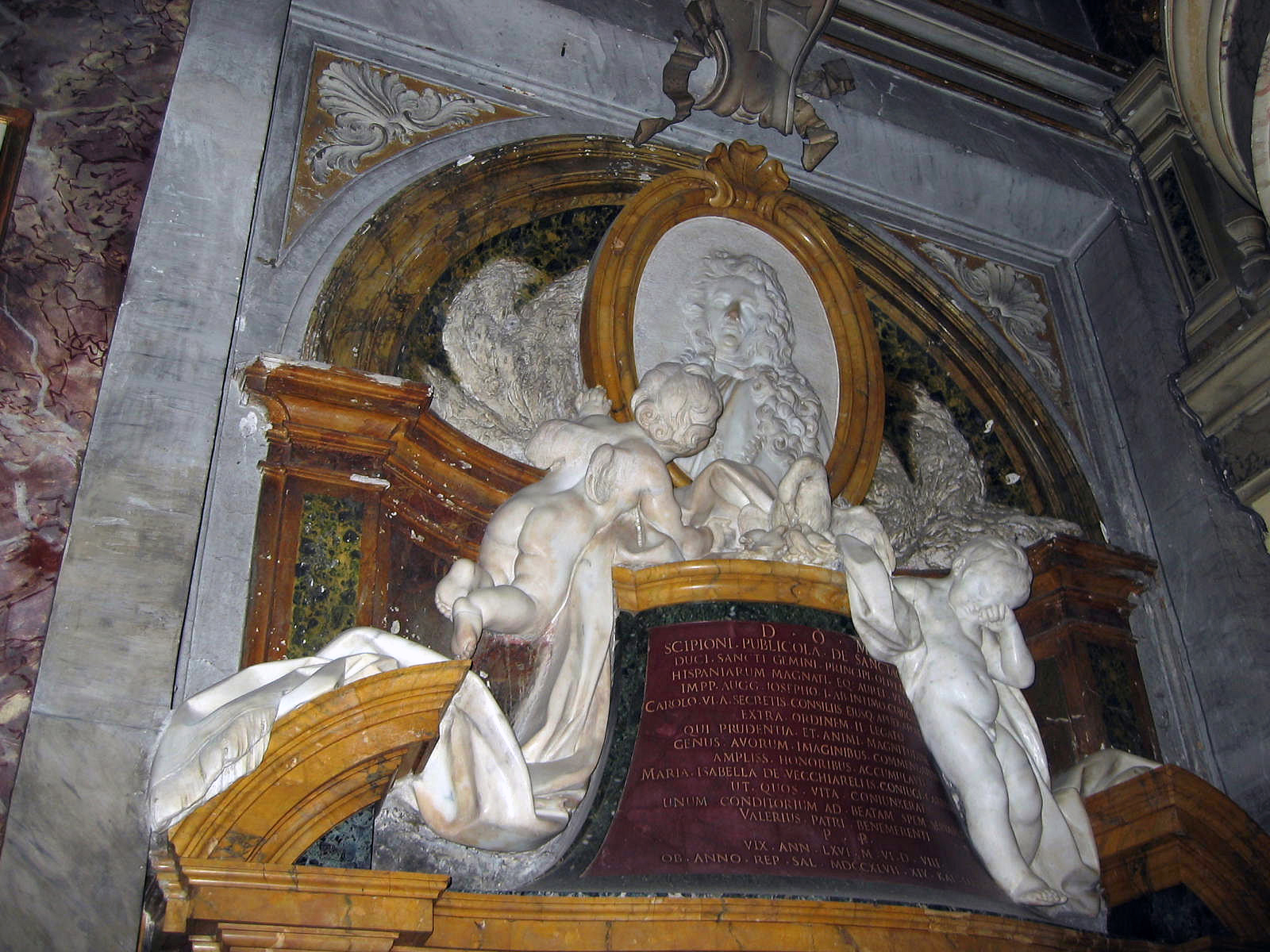
G. B. Maino: monumento funebre di Scipione Publicola Santacroce a S. Maria in Publicolis (1747).

Giovanni Battista Maino (Cassano Magnago, 6 febbraio 1690 – Roma, 29 luglio 1752) è stato uno scultore italiano.

## Biografia
Allievo a Roma di Camillo Rusconi, Maino (o Maini) ne ereditò le principali commissioni, come quella dell'esecuzione di un bassorilievo con la Gloria di San Francesco Regis per i Gesuiti di Madrid (il bassorilievo in stucco di Rusconi non fu però mai tradotto in marmo). Sempre seguendo la traccia di alcuni modelli in stucco di Camillo Rusconi, Maino collaborò alla decorazione dei pennacchi della cupola dei Santi Luca e Martina.
Lavorò poi a Sant'Agnese in Agone dove eseguì il busto di Innocenzo X collocato sulla poco vistosa tomba del pontefice, alla facciata della Basilica di Santa Maria Maggiore con alcune statue allegoriche e gli furono commissionate dal re di Portogallo alcune statue per la basilica di Mafra.
Tra il 1732 e il 1735 Maino fu coinvolto, con un ruolo di primo piano, in uno dei più importanti cantieri architettonici romani, quello della Cappella Corsini a San Giovanni in Laterano commissionata da papa Clemente XII insieme alla facciata della basilica (l'architetto fu il medesimo, Alessandro Galilei.
Sue sono infatti la statua bronzea benedicente del pontefice, ispirata a quella berniniana di Urbano VIII in S. Pietro, e quella del cardinale Neri Corsini, zio del papa Clemente XII.
Del Maino sono inoltre le statue di san Francesco di Paola (1732) e san Filippo Neri (1737) nella navata centrale della basilica vaticana.
Nel 1734 Maini fu coinvolto nel cantiere della Fontana di Trevi, senza però eseguire la progettata statua del Nettuno per il sopraggiungere di dissapori con l'architetto Nicola Salvi (la commissione fu poi affidata a Pietro Bracci).
Inviò anche alcuni rilievi a Siena per la cappella Chigi nel Duomo e nel 1735 realizzò su commissione della diocesi di Foligno la statua in argento e bronzo raffigurante San Feliciano, patrono della città, tuttora custodita in Cattedrale e annualmente visibile ai fedeli il 24 gennaio, festività in onore del santo.
Nel 1743 fu eletto tra i Virtuosi al Pantheon senza tuttavia mai prendervi parte attivamente, mentre nel 1746 e nel 1747 fu eletto principe dell'Accademia di San Luca.
Fu maestro dello scultore torinese Ignazio Collino.